# Touche de menu

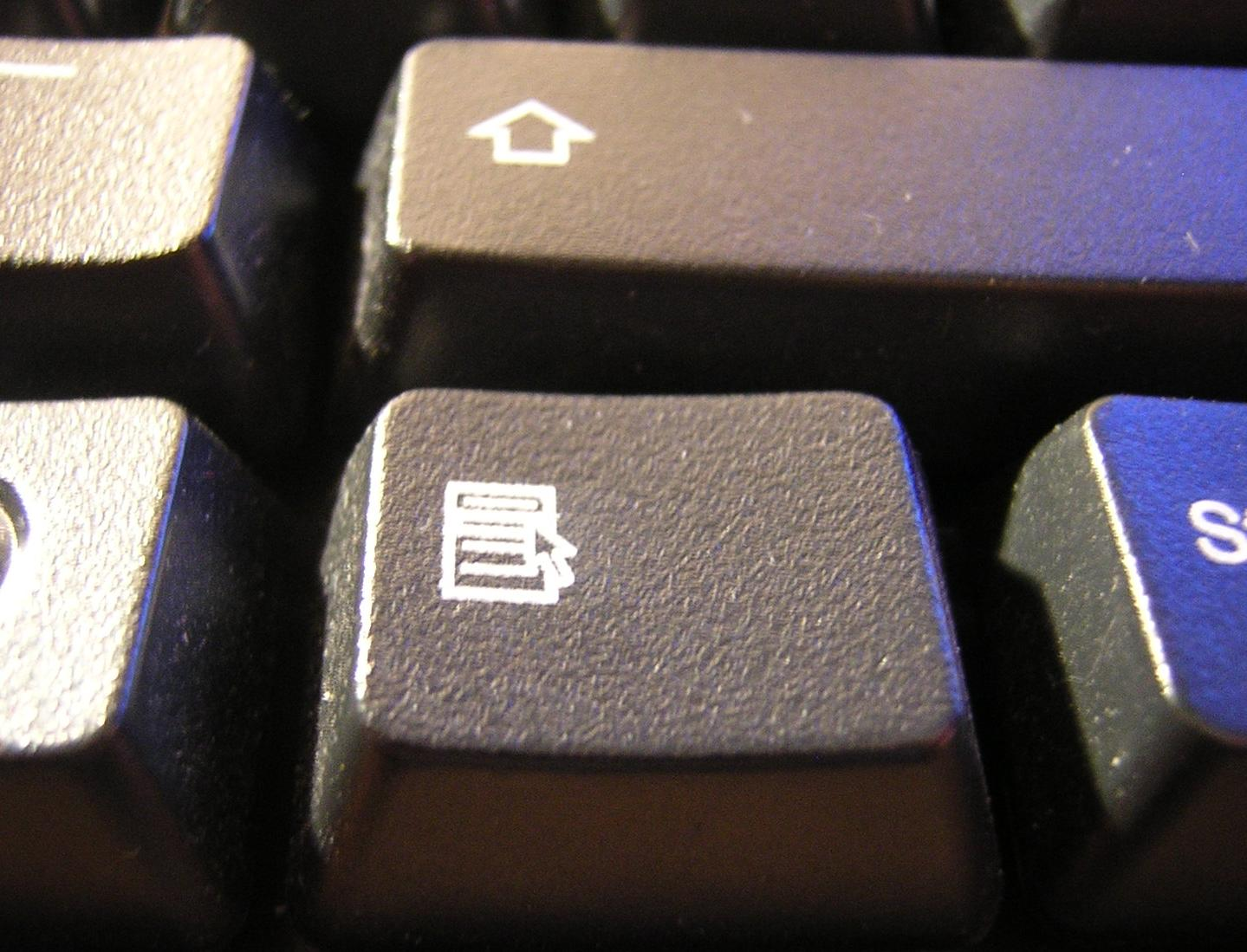
Une touche de menu.

Sur les claviers informatiques, la touche de menu est une touche propre aux claviers Microsoft. Elle se situe à la droite de la touche Logo entre la touche Alt Gr et la touche Ctrl de droite.
Elle équivaut à un clic droit, le menu s'ouvre au même endroit (généralement le coin haut-gauche est situé sur l'extrémité du pointeur de la souris, sauf s'il manque de place à l'écran) et de la même façon qu'avec un clic-droit « normal ».
Le 4 janvier 2024, Microsoft annonce remplacer la touche de menu par une touche dédiée à Microsoft Copilot.